# SPC-1000

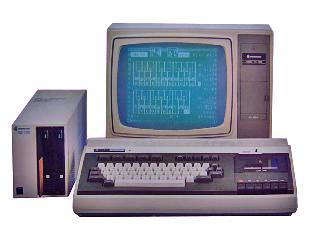
삼성퍼스널컴퓨터 SPC-1000

SPC-1000은 삼성전자 종합연구소 제8연구팀에서 1982년 개발, 1983년에 보급한 개인용 컴퓨터이다. 처음에 교육용으로 문교부에 납품되어, 많은 학교에서 교육용으로 사용되었다 (모델 SPC-1100).

## SPC-1000 사양
- CPU: Zilog Z80A, 4MHz
- Memory: 64KB
- Hu-BASIC, Monitor program 내장, 기계어 입력 가능
- 사운드: 8옥타브 3중 화음 (General Instrument (현 Microchip) AY-3-8910)
- Video Display controller: 모토로라 68047, 후에 6847 사용, 최대16 칼라 사용
- 키보드: 67키
- 저장장치: 카세트테이프레코더 (후에 별도구매가 가능한 플로피디스크드라이브 장치가 출시)
- 후속모델: SPC-300 (영국 Sinclair ZX81 호환 모델), SPC-1000A, SPC-1500 (SPC-1000 개량모델), SPC-500 (ROM 팩사용 모델), SPC-800 (MSX기종)
- 참조모델: 일본 Sharp사의 MZ80K, MZ80B

## SPC-1000 특징
- 고속의 Floating point계산이 가능한 Hu-BASIC내장
- 기계어 입력가능
- 사용자 정의 문자 사용가능
- 사이클 스틸링 기법 사용으로 빠른 속도 자랑

## 초기 개발관련 인물들
- 이남욱 이사 (컴퓨터사업부장, 현 BeRex 대표이사)
- 주훈 대우이사 (종합연구소 제8연구팀 담당이사)
- 이인환부장 (개발담당 팀장)
- 최태선과장 (현 광주기술원 기전공학과 교수)
- 최경순 (SPC-1000 하드웨어 설계, 현 (주)윤익씨앤씨 대표)
- 윤현수 (Hu-BASIC 포팅, 현 한국과학기술원 교수)
- 박영태 (플로피디스크드라이브개발, 현 경희대학교 교수)
- 정순호 (현 부경대학교 보관됨 2018-02-23 - 웨이백 머신 교수)
- 윤상한 (현 인텔코리아 전무)
- 정수호, 이태상, 박광율, 이외룡, 한완희, 박재양
- 그외 기구개발팀원들

종합연구소 제8연구팀은 조직개편에 의해 7연구팀을 거쳐 컴퓨터사업부내 개발2팀으로 개편, 다시 연구소 제 5연구팀으로 소속되기도 하다가 다시 컴퓨터 개발부로 변경되었다.
이후, 개발팀원 일부는 병역특례가 끝나고, 미국유학을 선택, 귀국후 국내대학에 교수로 자리잡았고, 일부는 관계사 전배, 퇴사를 하기도 했다.

## 당시 삼성전자는
정재은 대표이사 (현 신세계 명예회장), 정용문 상무 (수원공장장)를 필두로 활발하게 성장을 하는 시기였다. 삼성이코노칼라텔레비전이 생산되었고, 소형카세트플레이어 마이마이의 인기는 대단했던 시절이었다. 국내최초 전자렌지의 핵심부품인 마그네트론 공장이 준공되어, 전자렌지 수출이 활발해졌다. 삼성반도체통신에서는 64K DRAM의 개발과 양산성공으로 대한민국의 반도체기술을 세상에 알리게 했던 시기였다.

## 에피소드

SPC-1500용 그림동화 S/W

### SPC-1000 도난사건
1982년부터 1983년초까지 삼성동에서 국제무역박람회가 개최되었다.
이때 SPC-1000도 고해상칼라모니터와 함께 출품되었는데, 엄청난 인파때문에 전시해 놓은 SPC-1000이 분실되는 사건이 발생했다. 며칠후, 국제무역박람회에 전시되었던 SPC-1000은 청계천 세운상가에 있는 컴퓨터가게 진열장에서 발견되었고, 개발팀에 의해 회수되었다. 물건은 어린 학생이 가져가서 뜯어보고 공부를 하고 약간의 개선이 된 상태였다. 물건을 훔친 학생은 주의를 주고 처벌은 되지 않았던걸로 생각된다.

### 1÷3×3=1, 1÷3=0.3333.....×3=0.9999....
SPC-1000이 한국에 보급되고 얼마 있지 않아 생긴 일이다. 지방의 한 중학생이 SPC-1000으로 수학계산시 오류가 발생한다고 신고를 한 것이다. 어떻게 보면 당연한 것인데, 중학생에게 이 문제를 이해시키는 것이 어려웠던 영업팀에서 개발팀에 도움을 요청했다. 한국과학기술원 전산과 석사출신인 윤현수씨가 출동해서 이것은 그렇게 계산되는 것이 맞다는 설명을 했지만, 쉽게 이해를 못했고, 이 문제는 SPC-1000의 중대한 결함인 것처럼 비추어지기 시작했다. SPC-1000은 64자리의 Floating Point계산능력이 있었고, 그래서 이 문제가 생긴 것이다. 당시에 다른 회사 컴퓨터는 Integer 계산만 가능하였다.

### 교육용 소프트웨어개발
그 당시 문교부에서는 각 학교에 보급하기 위해 여러회사에 퍼스널컴퓨터개발 경쟁을 시켰다. 학교에 납품하기 위해서는 학생들이 사용할 수 있는 교육용 소프트웨어가 많이 필요했다. 교육용 소프트웨어의 개념이 희박했던 당시 삼성전자에서는 SPC-1000에 내장된 Hu-BASIC을 개발한 일본의 Hudson Software사에 의뢰를 했다. 이를 위해서 국내에서 구할 수 있는 국민학교 1학년부터 6학년까지 전학년 교과서를 구해서 일본에 보내기도 했다.
나중에는 한국전자기술연구소(현 ETRI)에서 견본 교육용 소프트웨어를 개발하여 선보이기도 했다.

### 개발 경쟁
1983년 한국에서 퍼스널컴퓨터 개발 경쟁이 불었다. 삼성, 금성사, 대우전자에서도 모든 역량을 기울여 새로운 모델을 개발 중이었고, 각사는 보안에 신경을 많이 썼다. 왜냐하면, 국내최초라는 수식어는 판촉에 많은 도움이 되기 때문이다. 그런데, 월간조선(어쩌면 신동아?)에 국내기업의 컴퓨터개발 경쟁에 대한 기사가 수십 페이지에 걸쳐 나오면서, 그중에 삼성전자의 새로운 컴퓨터개발 프로젝트 현황이 자세히 기사로 나오는 일이 생겼다. 결국 누가 발설했는지는 알 수 없었지만, 보안에 더욱 신경을 쓰는 계기가 되었던 것 같다.

### 컴퓨터전문점 성황
국내 퍼스널컴퓨터의 보급은 전국적으로 컴퓨터전문점과 소프트웨어 개발하우스의 설립에 많이 기여를 했고, 서울등 일부지역에 한두개 있었던 컴퓨터학원이 전국적으로 생기게 되었다. 각사는 컴퓨터전문점에 자체적으로 교육장을 설치, 컴퓨터를 구입한 사람과 컴퓨터를 배우려는 사람에게 컴퓨터와 BASIC프로그래밍을 가르치기도 했다.

### 어린이컴퓨터교실
SPC-1000의 보급을 위해 어린이들에게 컴퓨터교육의 필요성이 대두되었다. 홍보팀의 요청으로 서울 능동 어린이회관에서 국민학생을 대상으로 어린이컴퓨터교육이 실시되었다. 개발팀원이 2주씩 돌아가며 어린이들을 대상으로 컴퓨터 기본개념과 베이직프로그래밍을 강의하였다.

## 보존 및 소장
삼성전자는 SPC-1000이 삼성최초의 컴퓨터라는 점에서 다른 역대생산모델과 같이 삼성디지털시티 내의 삼성전자 기업홍보관, 삼성이노베이션뮤지엄(S/I/M) 1층 역사관에 보존중에 있다

## 같이 보기
- Sinclair ZX81
- MSX
- 샤프 MZ80K
- 자일로그 Z80A
- AY-3-8910 Programmable Sound Generator